# Mešterova lúka
Mešterova lúka je chráněný areál v katastrálním území Červený Kríž ve vojenském újezdu Záhorie a v katastrálním území města Malacky v okrese Malacky v Bratislavském kraji na Slovensku. Území bylo vyhlášeno v roce 2011 a jeho rozloha je 133,5 hektaru. Předmětem ochrany jsou biotopy panonských dubohabřin, březových acidofilních doubrav, rašeliništních březových lesíků, přirozených dystrofních stojatých vod a přechodných rašelinišť.